# Ravensburg
Ravensburg ([ˈʁaːvn̩sbʊʁk] sau [ˈʁaːfn̩sbʊʁk]) este un oraș din districtul cu același nume, landul Baden-Württemberg, Germania.

## Personalități marcante
- Daniel Unger, sportiv